# Laurence Olivier Awards 2001
Die 25. Laurence Olivier Awards 2001 wurden von der Society of London Theatre im Lyceum Theatre in London vergeben, um herausragende Theater- und Musicalproduktionen zu würdigen. Ausgezeichnet wurden Produktionen der Theatersaison 2000/2001.

## Hintergrund
Der Laurence Olivier Award (auch Olivier Award) ist ein seit 1976 jährlich vergebener britischer Theater- und Musicalpreis. Er gilt als höchste Auszeichnung im britischen Theater und ist vergleichbar mit dem Tony Award am amerikanischen Broadway. Verliehen wird die Auszeichnung von der Society of London Theatre. Ausgezeichnet werden herausragende Darsteller und Produktionen einer Theatersaison, die im Londoner West End zu sehen waren. Die Auszeichnungen hießen zunächst Society of West End Theatre Awards und wurden 1985 zu Ehren des renommierten britischen Schauspielers Laurence Olivier in Laurence Olivier Awards umbenannt. Die Nominierten und Gewinner der Laurence Olivier Awards „werden jedes Jahr von einer Gruppe angesehener Theaterfachleute, Theaterkoryphäen und Mitgliedern des Publikums ausgewählt, die wegen ihrer Leidenschaft für das Londoner Theater“ bekannt sind.

## Gewinner und Nominierte
| Bestes neues Theaterstück | Bestes neues Musical |
| --- | --- |
| - Blue/Orange von Joe Penhall – National Theatre Cottesloe - Dolly West's Kitchen von Frank McGuinness – Old Vic Theatre - Life x 3 von Yasmina Reza – National Theatre Lyttelton - My Zinc Bed von David Hare – Royal Court Theatre | - Merrily We Roll Along – Donmar Warehouse - Fosse – Prince of Wales Theatre - The Beautiful Game – Cambridge Theatre - The Witches of Eastwick – Theatre Royal Drury Lane |
| Beste neue Comedy | Beste Wiederaufnahme Musical |
| - Stones in His Pockets von Marie Jones – Duke of York's Theatre - Cooking with Elvis von Lee Hall – Whitehall Theatre - House/Garden von Alan Ayckbourn – National Theatre Lyttelton / Olivier - Peggy for You von Alan Plater – Comedy Theatre | - Singin' in the Rain – National Theatre Olivier - H.M.S. Pinafore – SavoyTheatre - The King and I – London Palladium - The Mikado – Savoy Theatre - The Pirates of Penzance – Regent's Park Open Air Theatre |
| Bester Darsteller Theaterstück | Beste Darstellerin Theaterstück |
| - Conleth Hill als Charlie Conlon in Stones in His Pockets – New Ambassadors Theatre / Duke of York's Theatre - Simon Russell Beale als Prince Hamlet in Hamlet – National Theatre Lyttelton - Sean Campion als Jake Quinn in Stones in His Pockets – New Ambassadors Theatre / Duke of York's Theatre - Michael Gambon als Davies in The Caretaker – Comedy Theatre - Bill Nighy als Dr. Robert Smith in Blue/Orange – National Theatre Cottesloe | - Julie Walters als Kate Keller in All My Sons – National Theatre Cottesloe - Jessica Lange als Mary Tyrone in Long Day's Journey into Night – Lyric Theatre - Helen Mirren als Lady Torrance in Orpheus Descending – Donmar Warehouse - Julia Ormond als Elsa in My Zinc Bed – Royal Court Theatre - Harriet Walter als Sonia in Life x 3 – National Theatre Lyttelton |
| Bester Darsteller Musical | Beste Darstellerin Musical |
| - Daniel Evans als Charley Kringas in Merrily We Roll Along – Donmar Warehouse - Jimmy Johnston als The Pirate King in The Pirates of Penzance – Regent's Park Open Air Theatre - Paul Robinson als Don Lockwood in Singin' in the Rain – National Theatre Olivier - David Shannon als John Kelly in The Beautiful Game – Cambridge Theatre | - Samantha Spiro als Mary Flynn in Merrily We Roll Along – Donmar Warehouse - Nicola Hughes als Darsteller in Fosse – Prince of Wales Theatre - Joanna Riding als Jane Smart in The Witches of Eastwick – Theatre Royal Drury Lane - Josie Walker als Mary in The Beautiful Game – Cambridge Theatre                                                                    |
| Bester Nebendarsteller Theaterstück | Beste Nebendarstellerin Theaterstück |
| - Ben Daniels als Chris Keller in All My Sons – National Theatre Cottesloe - Chiwetel Ejiofor als Christopher in Blue/Orange – National Theatre Cottesloe - Douglas Hodge als Aston in The Caretaker – Comedy Theatre - Jason Watkins als Truffaldino in A Servant to Two Masters – Young Vic Theatre / New Ambassadors Theatre | - Pauline Flanagan als Rima West in Dolly West's Kitchen – Old Vic Theatre - Gillian Barge als Agnes in Passion Play – Donmar Warehouse - Catherine McCormack als Ann Deever in All My Sons – National Theatre Cottesloe - Marcia Warren als Annie/Gramma in In Flame – New Ambassadors Theatre                                                                         |
| Bester Nebendarsteller / Beste Nebendarstellerin Musical | |
| - Miles Western als Miss West Coast in Pageant – Vaudeville Theatre - Rosemary Ashe Felicia Gabriel in The Witches of Eastwick – Theatre Royal Drury Lane - Rebecca Thornhill als Lina Lamont in Singin' in the Rain – National Theatre Olivier - Taewon Yi Kim als Lady Thiang in The King and I – London Palladium | |
| Bester Regisseur / Beste Regisseurin | Bester Choreograph / Beste Choreographin |
| - Howard Davies für All My Sons – National Theatre Cottesloe - Michael Grandage für Passion Play – Donmar Warehouse - Nicholas Hytner für Orpheus Descending – Donmar Warehouse - Trevor Nunn für The Cherry Orchard – National Theatre Cottesloe / Olivier - Ian Talbot für The Pirates of Penzance – Regent's Park Open Air Theatre | - Bob Fosse und Ann Reinking für Fosse – Prince of Wales Theatre - Peter Darling für Merrily We Roll Along – Donmar Warehouse - Stephen Mear für Singin' in the Rain – National Theatre Olivier - Meryl Tankard für The Beautiful Game – Cambridge Theatre |
| Bester Bühnenbildner / Beste Bühnenbildnerin | Bester Kostümdesigner / Beste Kostümdesignerin |
| - William Dudley für All My Sons – National Theatre Cottesloe - Bunny Christie für Baby Doll – National Theatre Lyttelton / Albery Theatre - Rob Howell für The Caretaker – Comedy Theatre - Brian Thomson für The King and I – London Palladium | - Alison Chitty für Remembrance of Things Past – National Theatre Cottesloe - Gregg Barnes für Pageant – Vaudeville Theatre - Bob Crowley für Cressida – Albery Theatre und The Witches of Eastwick – Theatre Royal Drury Lane - Roger Kirk für The King and I – London Palladium                                                                                       |
| Bester Lichtdesigner / Beste Lichtdesignerin | |
| - Hugh Vanstone für The Cherry Orchard – National Theatre Cottesloe und The Graduate – Gielgud Theatre - Howard Harrison für The Witches of Eastwick – Theatre Royal Drury Lane und To the Green Fields Beyond – Donmar Warehouse - Mark Henderson für All My Sons – National Theatre Cottesloe - Paul Pyant für Hamlet – National Theatre Lyttelton                                                                                               | |
| Herausragende Leistungen Ballett | Beste neue Ballettproduktion |
| - Deborah Colker als Choreograph von Mix – Barbican Centre - Matthew Bourne für Konzept und Dramaturgie von The Car Man – Old Vic Theatre - Robert Parker in Shakespeare Suite, Birmingham Royal Ballet – Royal Opera House - Michael Revie in Mozartina, Ballett Zürich – Sadler's Wells Theatre | - Le Jardin Io Io Ito Ito, Compagnie Montalvo-Hervieu – Barbican Centre - Indigo Rose, Nederlands Dans Theater 2 – Sadler's Wells Theatre - Mellantid, Nederlands Dans Theater 2 – Sadler's Wells Theatre - Mozartina, Ballett Zürich – Sadler's Wells Theatre |
| Herausragende Leistungen Oper | Beste neue Opernproduktion |
| - Amanda Holden und Mark-Anthony Turnage für The Silver Tassie – National Theatre Lyttelton - Gerald Finley in The Silver Tassie, English National Opera – National Theatre Lyttelton - Mariinski-Theater für ihre Opernsaison – Royal Opera House - Stefanos Lazaridis für das Bühnenbild von The Greek Passion und die italienische Opernsaison, English National Opera – London Coliseum                                                        | - The Greek Passion, The Royal Opera – Royal Opera House - Pelléas and Mélisande, English National Opera – London Coliseum - L’incoronazione di Poppea, English National Opera – London Coliseum - Krieg und Frieden, Mariinski-Theater – Royal Opera House |

## Statistik

### Mehrfache Nominierungen
- 6 Nominierungen: All My Sons
- 5 Nominierungen: The Witches of Eastwick
- 4 Nominierungen: Merrily We Roll Along, Singin' in the Rain, The Beautiful Game and The King and I
- 3 Nominierungen: Blue/Orange, Fosse, Stones in His Pockets, The Caretaker and The Pirates of Penzance
- 2 Nominierungen: Dolly West's Kitchen, Hamlet, Life x 3, Mozartina, My Zinc Bed, Orpheus Descending, Pageant, Passion Play, The Cherry Orchard, The Greek Passion and The Silver Tassie

### Mehrfache Gewinne
- 4 Gewinne: All My Sons
- 3 Gewinne: Merrily We Roll Along
- 2 Gewinne: Stones in His Pockets